# 涡阳站
涡阳站位于中华人民共和国安徽省亳州市涡阳县城关街道，是青阜铁路上的火车站，建于1971年，由上海铁路局淮北车务段管辖。

## 車站周邊
- 涡阳县盐务管理局
- 涡阳县创业园
- 涡阳第三中学
- 三星化工小学
- 亳州市农业科技研究院